# De divinatione
De divinatione (Over waarzeggerij) is een dialoog in twee boeken van Marcus Tullius Cicero uit 44 v.Chr. Het is een werk over religie dat in thema en in tijd hoort bij zijn De natura deorum (over de goden) en De fato (over het lot). In het eerste boek laat Cicero zijn broer Quintus de praktijk van de divinatio verdedigen met tal van Etruskische, Griekse en Romeinse voorbeelden. Hij neemt zelf het woord in het tweede boek om deze voorbeelden te ontkrachten vanuit een academisch scepticisme.

## Nederlandse vertaling
- Cicero, De divinatione. Over het voorspellen van de toekomst, vert. W.A.M. Peters, 1992. ISBN 9789026311833